# Bill Goodwin (Schlagzeuger)

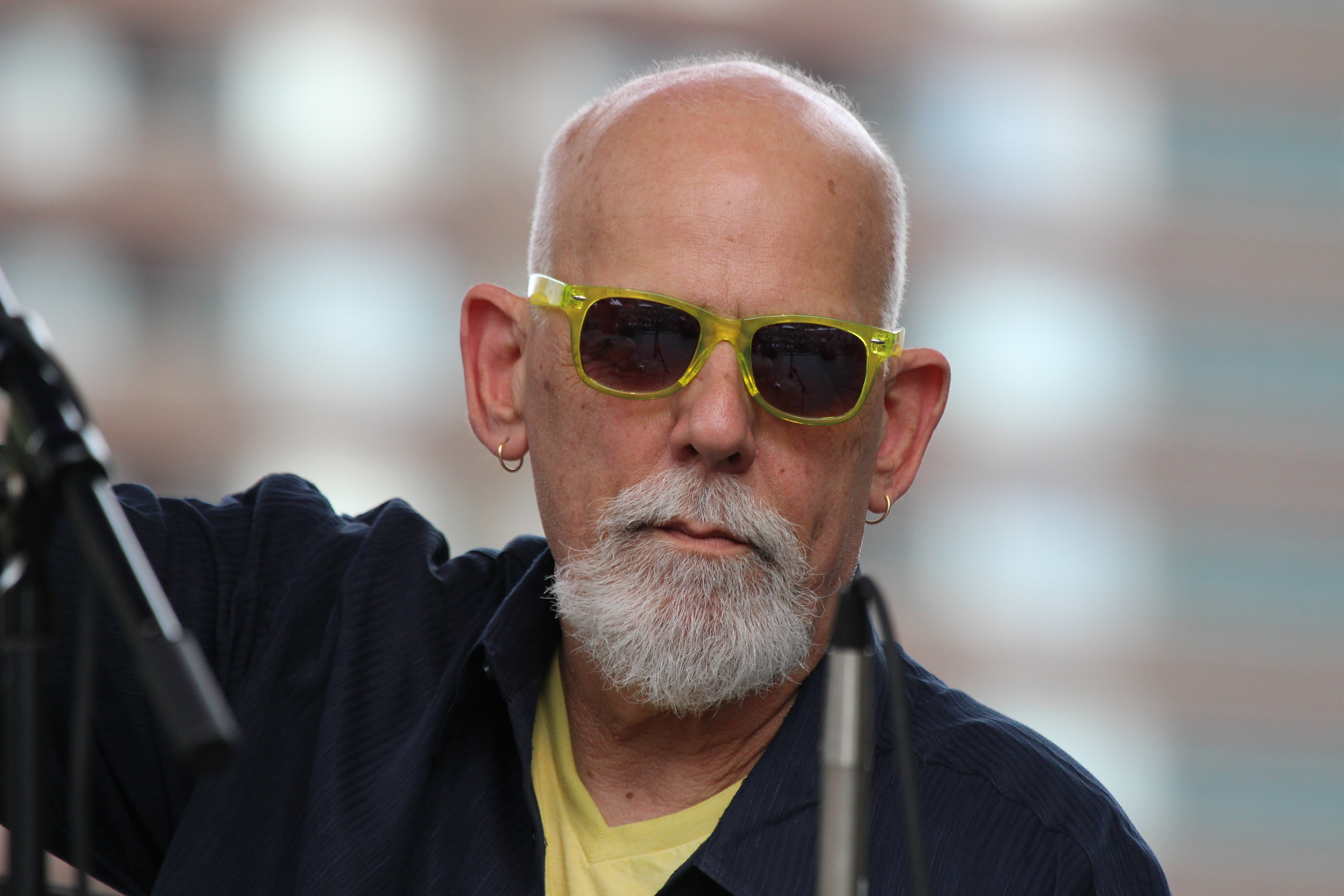
Bill Goodwin (2014)

Bill Goodwin (* 8. Januar 1942 in Los Angeles) ist ein US-amerikanischer Jazz-Schlagzeuger und Musikproduzent.

## Leben und Wirken
Goodwin wuchs in einer Familie aus der Unterhaltungsbranche auf; sein Vater war Moderator und Schauspieler. Er begann mit fünf Jahren Klavier und mit zwölf Saxophon zu spielen, brachte sich aber das Schlagzeugspielen als Autodidakt bei, nachdem er Shelly Manne entdeckt hatte. Er begann seine Karriere als professioneller Schlagzeuger im Jahr 1959 und arbeitete in Kalifornien mit Musikern wie Charles Lloyd, Bill Evans, Dexter Gordon, Art Pepper, Jim Hall, George Shearing, Leroy Vinnegar, Anthony Ortega und Bobby Hutcherson; außerdem spielte er in den Begleitbands von June Christy, Joe Williams, Tony Bennett und Mose Allison. Im Ensemble des Vibraphonisten Gary Burton kam er 1969 an die Ostküste der Vereinigten Staaten, wo er drei Jahre in Burtons Gruppe blieb. Dabei begann die langjährige musikalische Partnerschaft mit dem Bassisten Steve Gilmore. 1969 wirkte er mit Stéphane Grappelli und Steve Swallow an Gary Burtons Album Paris Encounter mit; 1974 spielten Goodwin und Gilmore erstmals im Phil Woods Quartett. Er wirkte auch an Tom Waits’ Album Nighthawks at the Diner (1975) mit und arbeitete Mitte der 1970er Jahre mit der Formation Steely Dan und mit  und Manhattan Transfer. 
In den 1980er Jahren arbeitete er meist bei Phil Woods; er gehörte bis 1998 seinen verschiedenen Formationen an und wirkte an Alben wie Phil Woods/Lew Tabackin (1980), Full House (1991) und Plays the Music of Jim McNelly (1995) mit. Außerdem spielte er – meist zusammen mit seinem langjährigen Partner, dem Bassisten Steve Gilmore – mit Al Cohn, Meredith D’Ambrosio, Dave Frishberg, Hal Galper/Putte Wickman, Dizzy Gillespie, Tom Harrell, Dave Liebman, Chuck Marohnic und Jimmy Amadie. 1991 arbeitete er mit Chuck Israels (On Common Ground); im Folgejahr entstand das kollaborative Album Three Is a Crowd mit Organist Craig Kastelnik und Vic Juris. 1996 spielte er bei Howard Alden.
Goodwin trat mehrere Jahre auf dem W. C. Handy Music Festival auf, als Mitglied der W. C. Handy Jazz All-Stars. 2000 wirkte er an Lee Konitz’ Album Príde mit; 2004 trat er zusammen mit Phil Woods, Bud Shank und Mike Wofford im Jazzclub Yoshi’s auf (Bouncing woith Bud and Phil), mit Kirk Knuffke tourte er 2020 (Brightness: Live in Amsterdam). Auch arbeitete er im eigenen Trio mit Jon Ballantyne (Piano) und Evan Gregor (Bass).
Seit 1980 ist Goodwin außerdem als Produzent der Phil-Woods-Alben sowie einiger Alben von Tom Harrell tätig gewesen. Seine wohl bekannteste Produktion ist das ECM-Album At the Deer Head Inn des Keith Jarrett Trios mit Jack DeJohnette und Gary Peacock, die 1992 entstand. 
Seit dem Jahr 2000 unterrichtet er zudem Schlagzeug an der William Paterson University in Wayne, New Jersey.

## Diskographische Hinweise
- Solar Energy (Omnisound, 1981, mit Bill Dobbins, John Scofield, Steve Swallow, Steve Gilmore)
- No Method (Fresh Sound Records, 1989, mit Hal Galper und Billy Peterson)
- Three Is a Crowd (TCB Records, 1994)
- Bill Goodwin Quartet: At the Lafayette Bar (Vectordisc 2017, mit Joe Michaels, Adam Niewood, Bill Washer)
- Bill Goodwin, Billy Hart: Sound on Sound (Vectordisc 2022)